# الاحتلال الياباني لمالايا
احتلّ اليابانيون مالايا تدريجيًا في الفترة بين 8 ديسمبر 1941 واستسلام الحلفاء في سنغافورة في 15 فبراير 1942. واصل اليابانيون احتلالهم حتى استسلامهم للحلفاء عام 1945. كانت أول حامية يابانية تلقي أسلحتها في مالايا في مدينة بينانق في 2 سبتمبر 1945 على متن السفينة إتش إم إس نيلسون الحربية.

## مقدمة
تشكل مفهوم شرق آسيا الموحد بناءً على مفهوم الجيش الاستعماري الياباني الذي نشأ على يد الجنرال هاشيرو أريتا، وهو رجل عقائدي بالجيش شغل منصب وزير الشؤون الخارجية من عام 1936 وحتى 1940. وقال الجيش الياباني إن الإمبراطورية اليابانية الجديدة هي مكافئ جديد لمبدأ مونرو، خصوصًا مع «نتيجة روزفلت». قيل إن مناطق آسيا كانت ضرورية لليابان ضرورة أمريكا اللاتينية للولايات المتحدة.
أعلن وزير الخارجية الياباني يسوكي ماتسوكا بشكل رسمي فكرة «مجال الرخاء المشترك» في 1 أغسطس 1940، وذلك في مقابلة صحفية، بيد أنها كانت موجودة بأشكال أخرى منذ سنوات عديدة. كان للقادة اليابانيين اهتمامًا طويلًا بهذه الفكرة. أعطى اندلاع القتال في الحرب العالمية الثانية فرصة لليابانيين للمطالبة بسحب الدعم من الصين تحت شعار «آسيا للآسيويين»، بينما لم تمتلك القوى الأوروبية القدرة على الانتقام الفعال. كانت معظم الدول الأخرى ضمن حدود المجال المُعطى تحت الحكم الاستعماري، وكان القليل من سكانها متعاطفين مع اليابان (كما هو الحال في إندونيسيا)، التي احتُلت في مرحلة مبكرة وأُعيد تشكيلها لتكون تحت سلطة الحكومات الخاضعة لأجندات خارجية، أو أنها كانت تحت حكم اليابان منذ البداية (كما هو الحال في مانشوكو). ساعدت هذه العوامل في تكوين المجال في ظل غياب أي سلطة حقيقية أو قوة مشتركة، وتجميعه دون صعوبة كبيرة. وفقًا للدعاية الإمبراطورية اليابانية، فإن الغرض من المجال هو إنشاء نظام دولي جديد يسعى لخلق الرخاء المشترك للدول الآسيوية التي تتقاسم الرخاء والسلام بشكلٍ خالٍ من الاستعمار والهيمنة الغربية تحت مظلة اليابان الخيرية.

## بدء الاحتلال
بدأ الاحتلال بهبوط الجيش الإمبراطوري الياباني على شاطئ بادنغ باك أمات في كوتا بارو بعيد منتصف ليل 8 ديسمبر 1941، ما أدى إلى نشوب معركة وحشية بينه وبين الجيش الهندي البريطاني قبل ساعة من الهجوم على بيرل هاربور. كانت هذه المعركة بمثابة البداية الرسمية لحرب المحيط الهادئ وبدء الاحتلال الياباني لمالايا. احتُل مطار كوتا بارو في الصباح. سيطر اليابانيون على مطارات سونجاي باتاني وبوترورث وألور ستار في 9 ديسمبر 1941. انقسم الجنود اليابانيون الذين نزلوا في كوتا بارو إلى قوتين منفصلتين، واحدة تتحرك نحو الساحل الشرقي باتجاه مدينة كوانتان، والأخرى جنوبًا نحو نهر فيرق. في 11 ديسمبر 1941، بدأ اليابانيون قصف بينانق. سقطت جيترا ثم ألور ستار في أيدي اليابانيين في 12 ديسمبر 1941. وجب على البريطانيين التراجع إلى الجنوب. في 16 ديسمبر 1941، غادر البريطانيين بينانق وسلموها لليابانيين الذين احتلوها في 19 ديسمبر.
استمر اليابانيون بالتقدم جنوبًا، مستولين على إيبوه في 26 ديسمبر. استمرت المقاومة العنيفة للتقدم الياباني في معركة كامبار ثلاثة أيام وثلاث ليالٍ بين 30 ديسمبر 1941 و2 يناير 1942، قبل أن يُجبر البريطانيون على الانسحاب مرة أخرى. في 7 يناير 1942، هُزمت كتيبتان من فرقة المشاة الهندية الحادية عشر في معركة نهر سليم، الأمر الذي أعطى للجيش الياباني ممرًا سهلًا إلى كوالالمبور، عاصمة مالايا. في 9 يناير، أصبح الموقف البريطاني أكثر يأسًا وقرر القائد الأعلى لقيادة القوات الأمريكية البريطانية الهولندية الأسترالية، الجنرال ويفيل، سحب جميع القوات البريطانية وقوات الكومنولث جنوبًا نحو مدينة جوهر، وبالتالي التخلي عن كوالالمبور (التي استولى عليها اليابانيون في 13 يناير).
استمر القتال حتى 18 يناير، ورغم الجهود التي بذلتها الكتيبتان 19/2 و29/2، فقد انهار خط دفاع جوهر. وجب على الحلفاء التراجع عبر جسر جوهر إلى سنغافورة. مع اقتراب 31 يناير 1942، سقطت مالايا بالكامل في أيدي اليابانيين.

## الاحتلال

### السياسة اليابانية
طُورت السياسة اليابانية لإدارة الأراضي المحتلة في فبراير 1941 على يد العقيد أوباتا نوبويوشي (رئيس قسم مخابرات في الجيش الجنوبي)، والمقدَّمين أوتوجي نيمشيورا وسيجيرو توفوكو من هيئة الأركان العامة. تُحدد هذه السياسات خمس مبادئ، هي: الحصول على مواد حيوية للدفاع الوطني، وإعادة إحياء القانون والنظام، والاكتفاء الذاتي من الجنود في الأراضي المحتلة، واحترام المنظمات والعادات المحلية القائمة، والابتعاد عن المناقشة المتسرعة عن الحالة المستقبلية للسيادة. من الناحية الإدارية، كانت مستوطنات المضيق ستوضع مباشرة تحت سيطرة الجيش الياباني، وستظل ولايات ملايو الفيدرالية وجوهر بمثابة محميات ذاتية الحكم تحت إمرة سلاطينهم، بينما كانت الولايات الشمالية الأربع ستعود في النهاية إلى الحكم التايلاندي.
حين وُضعت مالايا المحتلة تحت إدارة الملايو العسكرية (مالاي غونسي كومبو) للجيش الإمبراطوري الياباني، كان رئيس أركان الجيش الخامس والعشرون المشرف ورئيس قسم الشؤون العامة العقيد واتانابي واتارو المسؤول التنفيذي عن الإدارة. كان واتارو هو الذي وضع سياسات الاحتلال حيز التنفيذ. كان لديه وجهة نظر متعصبة خاصة به، وتعامل مع الصينيين بقسوة خاصةً بسبب دعمهم للأراضي الصينية ضد اليابانيين. جرى التعامل مع الملايو والهنود بشكل أكثر اعتدالًا بسبب تعاونهم.
يعتقد واتارو اعتقادًا راسخًا أن الحكم البريطاني قد أدخل أسلوب حياة مادي ممتع للسكان الأصليين. واعتبر أن هناك حاجة لتعليمهم تحمل المشقة من خلال التدريب البدني والروحي والتعليم. يعتقد واتارو أيضًا أنهم يجب أن يكونوا على استعداد لبذل حياتهم إذا لزم الأمر لتأسيس هاكو إيتشو (العالم بأسره تحت سقف واحد) ومجال الرخاء المشترك لشرق آسيا الكبرى.
عندما حل الرائد ماسوزو فوجيمورو محل واتارو في مارس 1943، تدهور الموقف الياباني في الحرب وأدركوا أنهم يحتاجون تعاونًا مشتركًا من جميع السكان. رُفعت السياسات القمعية تجاه الصين تدريجيًا وشُكلت المجالس الاستشارية. في مارس 1944، أنشأ العقيد همادا هيروشي قاعة قراءة عامة للمشاركة في نقاش مع قادة وشباب المجتمع الصيني.

### التغيرات الثقافية والجيوغرافية
سعى اليابانيون لتغيير لغة الملايو الشائعة إلى اليابانية. كانت تحركاتهم الأولية تتجه نحو تغيير علامات المتاجر وأسماء الشوارع. تم تغيير اسم بينانق إلى توجو تو ومالايا سميت باسم مالاي. نُقلت المنطقة الزمنية أيضًا لتتماشى مع اليابان.
قُدم العرف الياباني للانحناء، إذ كان يُتوقع من السكان أن ينحنوا للجنود اليابانيين في مهمة الحراسة. كانت الملايو تعتبر لهجة وقد أراد اليابانيون توحيدها مع السومطرية.

### الدعاية
استخدمت القوات اليابانية الغازية عبارات مثل (آسيا للآسيويين) لكسب الدعم من الملايو المحليين. عمل اليابانيون بجد لإقناع السكان المحليين بأنهم المنقذون الفعليون لمالايا بينما صوروا بريطانيا أنها ترغب في استغلال موارد الملايو. ومع ذلك، في نوفمبر 1943، عندما عقد اليابانيون مؤتمر شرق آسيا الكبير، استُبعدت كل من مالايا وإندونيسيا لأن الجيش الياباني ضم المنطقتين.

### الصحف
احتكرت وكالة الأنباء اليابانية، دومي تسوشن، تغطية أخبار مالايا وسنغافورة وبورنيو البريطانية، إذ وقعت جميع المنشورات الإخبارية في هذه المنطقة تحت سيطرتها. قد يكون صحيفة «ذا بيراك تايمز» التي نشرها جون فيكتور موريس في إيبوه من 1942 إلى 1943، الاستثناء الوحيد.
في بينانق، في 8 ديسمبر 1942، جُمعت صحف بينانق ملايو والصينية والإنجليزية في صحيفة بينانق شيمبون. رسم عبد الله عريف، وهو أحد رواد فن التلوين المائي في ملايو، رسمًا كاريكاتوريًا للجريدة. أصبح عريف عضوًا نشطًا في منظمة ملايو المتحدة الوطنية المؤيدة للاستقلال بعد الحرب، وفي نهاية المطاف أصبح عضو مجلس مدينة بينانق من 1955 وحتى 1957.

### الحاميات
وفر الجيش الخامس والعشرون الذي يقع مقره في سنغافورة خدمة الحامية الإلزامية في مالايا حتى يناير 1944. استُبدل بالجيش التاسع والعشرين، وبفرقة المشاة الرابعة والتسعين، بقيادة الفريق تيزو إيشيجورو، التي كانت مقراتها في تايبينغ في بيراك حتى نهاية الحرب.
قدمت الثانية (مع الجيش الخامس والعشرون) وفي وقت لاحق الثالثة (مع الجيش التاسع والعشرون)، وهي وحدات كيميبتاي الميدانية من جيش المشاة الجنوبي، الشرطة العسكرية للحفاظ على النظام العام بشكل مشابه لوحدات إس إس الألمانية. كانت هذه الوحدات، بإرادتها، قادرة على اعتقال واستجواب العسكريين والمدنيين بالتعذيب. كانت قوة الشرطة المدنية تابعة لهم. كان قائد الوحدة كيميبتاي الميدانية الثانية هو المقدم أوشي ماسويكي. كانت وحدة الكيميبتاي الثالثة بقيادة الجنرال ماسانوري كوجيما. بحلول نهاية الحرب، كان هناك 758 وحدة كيميبتاي متمركزة في مالايا، مع وجود المزيد في ولايات الملايو التايلاندية المحتلة.

### الخدمة المدنية
كانت السيطرة الشاملة مسؤولية الجيش والخامس والعشرين. أدى نقل ولايات شمال الملايو إلى تايلاند بوضعهم تحت السيطرة التايلاندية. مع نقل الملايو من الجيش الخامس والعشرون إلى الجيش التاسع والعشرون، وُضعت جوهر تحت سيطرة الجيش الجنوبي المتمركز في سنغافورة.
ترأس المدنيون اليابانيون والتايلانديون الخدمة المدنية والشرطة في الملايو أثناء الاحتلال. بقي الهيكل مشابهًا للهيكل المدني في مالايا قبل الحرب مع إعادة تعيين العديد من الموظفين المدنيين. بقيت الكثير من القواعد وقوانين الإدارة البريطانية قد الاستخدام. كان يُسمح للسلطان في البداية بالمكوث في السلطة كحكام اسميين، كع وجود نية بإقصائهم بشكل كامل من السلطة في نهاية المطاف.